# حرشة
حَرْشَةٌ أو الحَرْشَةُ هي أُكلة مغربيّة تُعدّ من السميد والزيت والملح والخميرة، وتُطهى فوق مقلاة ساخنة، حيثُ تحظى بشهرة واسعةٍ جدًا وتُباع في معظم إن لم يكن كلّ المحلبات والدكاكين والمقاهي وحتى في المخابز العصرية. تُعتبر الحَرْشَةُ وجبة دسمة للإفطار الصباحي كما يُمكن تناولها في المساء رفقةَ كوبٍ من الشاي أو القهوة أو أيّ مشروب آخر يُناسبها.

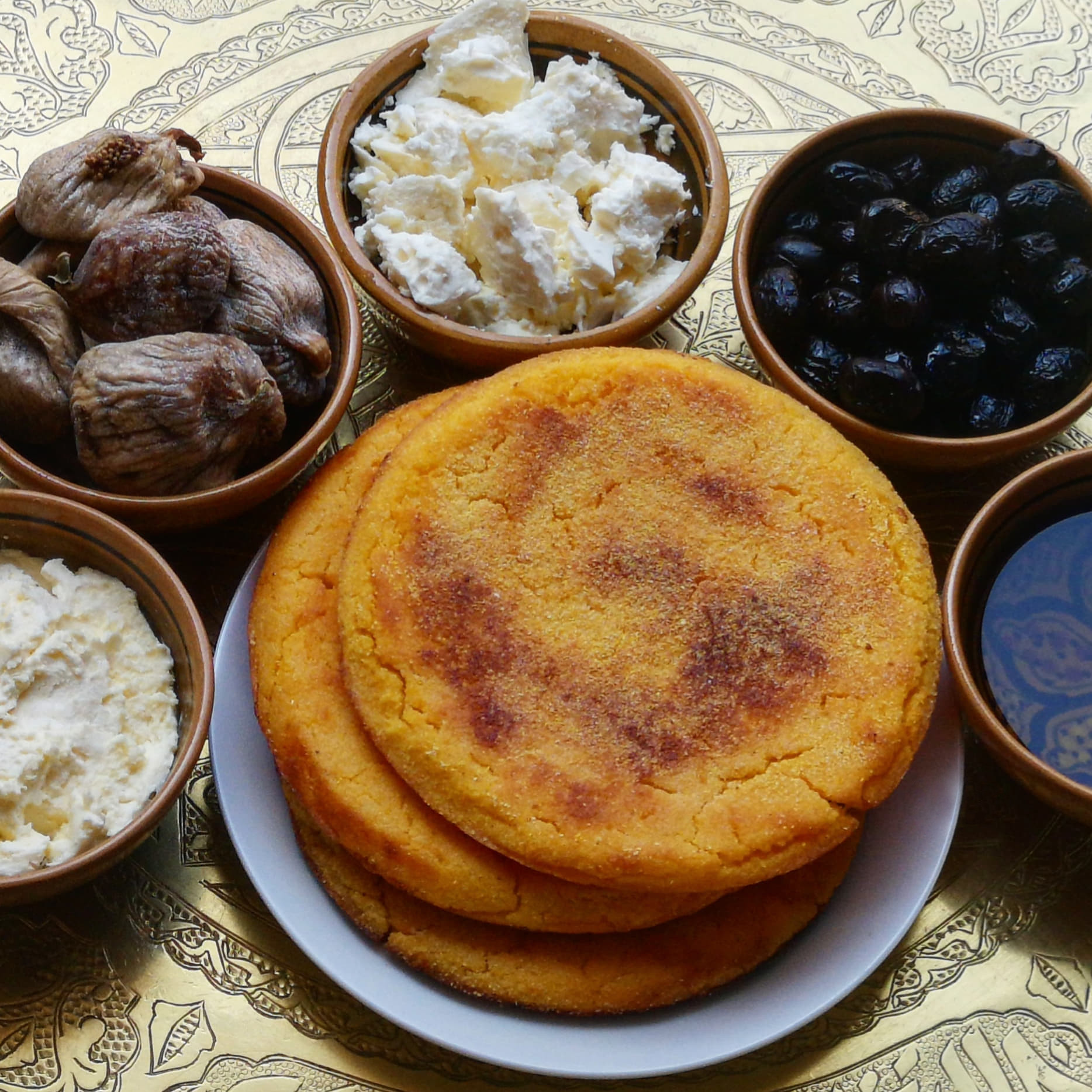
حرشة مبسسة

## التحضير
تُعدّ الحرشة المغربية من التالي:
- كأسٌ من الزيت
- 500 غرام من الطحين
- خَمَّارَتَانِ
- فاني
- كأسٌ من سنيدة (السُّكر المدقوق)
- كأسٌ من عصير ليمون
- كأسٌ من الدقيق

يُوضعُ في إناء البيض كلٌ من السكر والزيت والفاني ثمّ يتمّ تحريكُ هذا الخليطِ بالمعلقة قبل إضافةِ كأسٍ من عصير الليمون وسنيدة والدقيق وكذا الخميرة ثم يُحرّك الخليط مجددًا حتّى التجانس والتماسك. يتمّ هدن المَقْلَى بالزبدة أو بأيّ شيء آخر لزج منعًا لترسّب الخليط الذين يُوضع في الفرن على حرارة متوسطة إلى أن يُصبح لونه أسفر مائلٌ للذهبيّ.

## معرض الصور

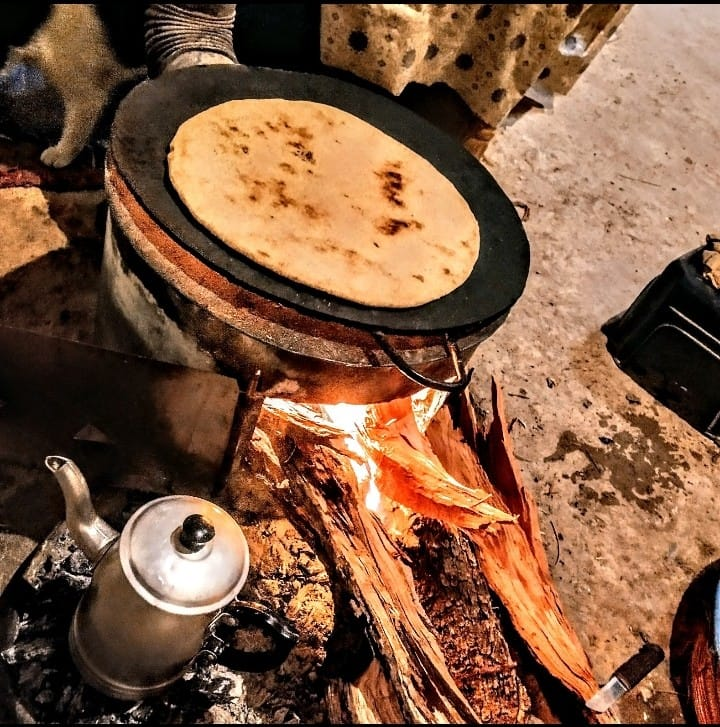
إعداد الحرشة على فرن تقليدي بالاطلس المتوسط الشرقي بالمغرب